# Psylla trimaculata
Psylla trimaculata är en insektsart som beskrevs av Crawford 1911. Psylla trimaculata ingår i släktet Psylla och familjen rundbladloppor. Inga underarter finns listade i Catalogue of Life.